# Ömnödelger, Khentii
Ömnödelger (tiếng Mông Cổ: Өмнөдэлгэр) là một sum của tỉnh Khentii tại miền đông Mông Cổ. Vào năm 2010, dân số của sum là 5.156 người.

## Địa lý
Sum có diện tích khoảng 10.877 km2. Trung tâm sum, Airgiin-Enger, nằm cách tỉnh lỵ Öndörkhaan 130 km và cách thủ đô Ulaanbaatar 270 km.

### Khí hậu
Ömnödelger có khí hậu cận Bắc Cực. Nhiệt độ trung bình hàng năm ở trong khu vực là 3 °C. Tháng ấm nhất là tháng 7, khi nhiệt độ trung bình là 22 °C và lạnh nhất là tháng 12, với -20 °C. Lượng mưa trung bình hàng năm là 430 mm. Tháng mưa nhiều nhất là tháng 7, với lượng mưa trung bình 112 mm và khô nhất là tháng 1, với lượng mưa 2 mm.

## Kinh tế
Sum có một trường học, bệnh viện và nhà nghỉ.